# Vallefiorita
Vallefiorita (chiamata Sant'Elia fino al 1863) è un comune italiano di 1 423 abitanti della provincia di Catanzaro in Calabria, situato tra i mari Ionio e Tirreno, a 329 metri, sopra il golfo di Squillace.

## Origini del nome
Fino alla seconda metà del medioevo, si chiamò "Conca d'Oro"  per poi divenire "S. Elia" per via della costruzione di un eremo basiliano di cui sono ancora visibili le tracce in località Monastero. Assunse, infine, l’attuale nome di Vallefiorita il 26 marzo 1863.

## Storia
Le antiche origini di Vallefiorita sono da ricercare nelle vicende degli Enotri che abitarono la zona dove l’Italia è più stretta, nell'istmo di Catanzaro.

### Simboli
Lo stemma del Comune si blasona:

## Società

### Evoluzione demografica
Abitanti censiti

## Amministrazione
| Periodo        | Periodo        | Primo cittadino        | Partito                           | Carica  | Note |
| -------------- | -------------- | ---------------------- | --------------------------------- | ------- | ---- |
| 6 giugno 1993  | 27 aprile 1997 | Giuseppe Cantaffa      | Democrazia Cristiana              | sindaco |      |
| 27 aprile 1997 | 13 maggio 2001 | Giuseppe Cantaffa      | lista civica di centro-destra     | sindaco |      |
| 13 maggio 2001 | 29 maggio 2006 | Giovanni Antonio Bruno | lista civica di centro-destra     | sindaco |      |
| 29 maggio 2006 | 16 maggio 2011 | Giovanni Antonio Bruno | lista civica di centro-sinistra   | sindaco |      |
| 16 maggio 2011 | 5 giugno 2016  | Salvatore Megna        | lista civica "Vallefiorita Unita" | sindaco |      |
| 5 giugno 2016  | in carica      | Salvatore Megna        | lista civica "Vallefiorita Unita" | sindaco |      |